# Nemoria torsilinea
Nemoria torsilinea är en fjärilsart som beskrevs av W. Warren 1905. Nemoria torsilinea ingår i släktet Nemoria och familjen mätare. Inga underarter finns listade i Catalogue of Life.